# Lisa (vattendrag i Belarus)
Lisa (ryska: Лиса) är ett vattendrag i Belarus.   Det ligger i voblasten Mahiljoŭs voblast, i den centrala delen av landet, 140 km sydost om huvudstaden Minsk.
I omgivningarna runt Lisa växer i huvudsak blandskog. Runt Lisa är det glesbefolkat, med 15 invånare per kvadratkilometer.